# A Fair Exchange (film 1911)
A Fair Exchange è un cortometraggio muto del 1911 diretto da Joseph A. Golden

## Produzione
Il film fu prodotto dalla Selig Polyscope Company.

## Distribuzione
Distribuito dalla General Film Company, il film - un cortometraggio di una bobina - uscì nelle sale cinematografiche statunitensi il 17 agosto 1911.